# ホテルオークラ音楽賞
ホテルオークラ音楽賞（ホテルオークラおんがくしょう）は、株式会社ホテルオークラ東京が1996年の開業35周年を記念し、社会貢献と文化活動の一環として、有望な音楽家の支援・育成を目的に創設した奨学制度である。第1回同音楽賞授賞式は1996年12月28日に行われた。

## 歴代受賞者
《第1回（1996年度）から第25回（2023年度）までの出典：》
- 第1回（1996年度）矢部達哉（ヴァイオリン）、緑川まり（ソプラノ）
- 第2回（2000年度）阪哲朗（指揮）、佐々木典子（ソプラノ）
- 第3回（2001年度）徳永二男（ヴァイオリン）、森麻季（ソプラノ）
- 第4回（2002年度）上岡敏之（指揮）、高橋薫子（ソプラノ）
- 第5回（2003年度）小川典子（ピアノ）、林美智子（メゾソプラノ）
- 第6回（2004年度）若林顕（ピアノ）、大萩康司（ギター）
- 第7回（2005年度）小山実稚恵（ピアノ）、アントネッロ（濱田芳通、石川かおり、西山まりえ）
- 第8回（2006年度）庄司紗矢香（ヴァイオリン）、小菅優（ピアノ）
- 第9回（2007年度）村治佳織（ギター）、佐藤俊介（ヴァイオリン）
- 第10回（2008年度）神尾真由子（ヴァイオリン）、田村響（ピアノ）
- 第11回（2009年度）辻井伸行（ピアノ）、南紫音（ヴァイオリン）
- 第12回（2010年度）金子三勇士（ピアノ）、松田理奈（ヴァイオリン）
- 第13回（2011年度）宮田大（チェロ）、萩原麻未（ピアノ）
- 第14回（2012年度）河村尚子（ピアノ）、横坂源（wikidata）（チェロ）
- 第15回（2013年度）成田達輝（ヴァイオリン）、三浦文彰（ヴァイオリン）
- 第16回（2014年度）クァルテット・エクセルシオ（弦楽四重奏）、郷古廉（ヴァイオリン）
- 第17回（2015年度）崔文洙（ヴァイオリン）上野星矢（フルート）
- 第18回（2016年度）鈴木優人（指揮者・作曲家・ピアニスト・チェンバリスト・オルガニスト）、新倉瞳（チェリスト）
- 第19回（2017年度）毛利文香（wikidata）（ヴァイオリン）、山根一仁（wikidata）（ヴァイオリン）
- 第20回（2018年度）小林沙羅（声楽 / ソプラノ）、岡本侑也（チェロ）
- 第21回（2019年度）藤田真央（ピアノ）、服部百音（ヴァイオリン）
- 第22回（2020年度）葵トリオ（ピアノ三重奏）、カルテット・アマービレ（弦楽四重奏）
- 第23回（2021年度）上村文乃（チェロ）、田原綾子（ヴィオラ）
- 第24回（2022年度）辻󠄀彩奈（wikidata）（ヴァイオリン）、上野通明（チェロ）
- 第25回（2023年度）大西宇宙（バリトン）、前田妃奈（ヴァイオリン）
- 第26回（2024年度）金川真弓（ヴァイオリン）、北村陽（チェロ）[4]